# Шедоу-Лейк (Вашингтон)
Шедоу-Лейк (англ. Shadow Lake) — переписна місцевість (CDP) в США, в окрузі Кінг штату Вашингтон. Населення — 2396 осіб (2020).

## Географія
Шедоу-Лейк розташований за координатами 47°24′6″ пн. ш. 122°4′10″ зх. д. / 47.40167° пн. ш. 122.06944° зх. д. (47.401561, -122.069418).  За даними Бюро перепису населення США в 2010 році переписна місцевість мала площу 13,81 км², з яких 13,44 км² — суходіл та 0,37 км² — водойми.

## Демографія
Згідно з переписом 2010 року, у переписній місцевості мешкали 2262 особи в 856 домогосподарствах у складі 630 родин. Густота населення становила 164 особи/км².  Було 884 помешкання (64/км²).
Расовий склад населення:
| - 89,6 % — білих - 1,8 % — азіатів - 1,1 % — корінних американців - 1,1 % — чорних або афроамериканців - 0,4 % — вихідців з тихоокеанських островів |

До двох чи більше рас належало 5,2 %. Частка іспаномовних становила 3,7 % від усіх жителів.
За віковим діапазоном населення розподілялося таким чином: 22,5 % — особи молодші 18 років, 64,2 % — особи у віці 18—64 років, 13,3 % — особи у віці 65 років та старші. Медіана віку мешканця становила 45,4 року. На 100 осіб жіночої статі у переписній місцевості припадало 104,0 чоловіків;  на 100 жінок у віці від 18 років та старших — 104,0 чоловіків також старших 18 років.
Середній дохід на одне домашнє господарство  становив 112 728 доларів США (медіана — 88 750), а середній дохід на одну сім'ю — 124 358 доларів (медіана — 110 750). За межею бідності перебувало 12,3 % осіб, у тому числі 11,4 % дітей у віці до 18 років та 5,8 % осіб у віці 65 років та старших.
Цивільне працевлаштоване населення становило 1490 осіб. Основні галузі зайнятості: освіта, охорона здоров'я та соціальна допомога — 16,7 %, науковці, спеціалісти, менеджери — 14,8 %, виробництво — 10,3 %, транспорт — 10,1 %.